# Sebastian Lucius (Fabrikant)

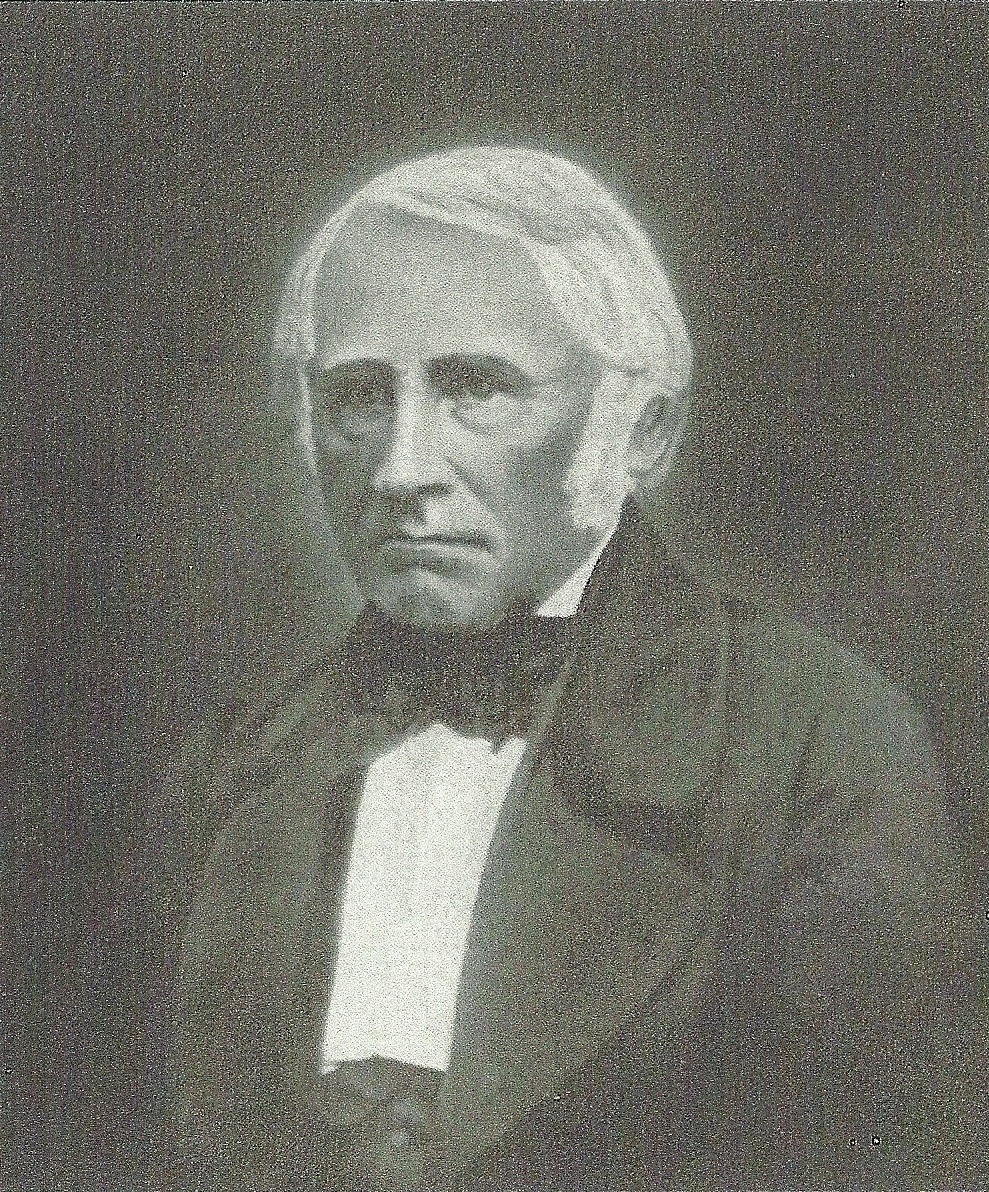
Sebastian Lucius

Sebastian Lucius (* 2. November 1781 in Erfurt; † 18. September 1857 auf Gut Klein Ballhausen) war ein deutscher Unternehmer der Textilindustrie.

## Leben
Sebastian Lucius war das elfte Kind des Erfurter Kaufmanns Johann Anton Lucius. Er besuchte das Evangelische Gymnasium Erfurt und machte ab 1797 bei seinem ältesten Bruder in Höchst am Main eine kaufmännische Lehre. Nach zwei Jahren kehrte Lucius nach Erfurt zurück, um seinen Vater zu unterstützen, dessen Unternehmen die Weberei von Wollbändern betrieb. Später übernahm er das Unternehmen, das sich unter der Firma Joh. Anton Lucius zu einem bedeutenden Textilhandels- und Produktionsunternehmen in Erfurt entwickelte. Lucius erwarb am Anger zwei Häuser, die er zum Lucius-Haus (heute Haus Dacheröden) vereinigte.
Lucius war politisch und sozial engagiert. So leitete er zwölf Jahre die Handelskammer zu Erfurt, ihm wurde der Ehrentitel eines (königlich preußischen) Kommerzienrats verliehen. Er war Delegierter bei der Versammlung deutscher Fabrikanten und Kaufleute. Bei Lebensmittelteuerungen verkaufte Lucius Getreide unter Marktpreis an Bedürftige. Lucius und seine Frau (geb. Hebel) gründeten die Lucius-Hebel-Stiftung, die ein Grundstück und das Stiftungskapital für ein Altenheim und ein katholisches Krankenhaus in Erfurt an der Kartäuserstraße zur Verfügung stellte. Lucius war auch an der Gründung der Volk’schen Erziehungsanstalt beteiligt. 
1851 kaufte er das Rittergut Klein Ballhausen zwischen Tennstedt und Straußfurt, auf das er sich im Alter zurückzog. Der zweitälteste Sohn Ferdinand Lucius führte das Unternehmen von 1857 bis 1862 fort.

## Nachkommen
Zu seinen elf Kindern zählen:
- August Lucius (1816–1900), Kaufmann, Gutsbesitzer und Mitglied des Deutschen Reichstags
- Henriette Marie Lucius (1823–1886)
- Ferdinand Lucius (1830–1910), deutscher Textilunternehmer in Thüringen, Ehrenbürger von Erfurt, Mitglied des Deutschen Reichstags
- Eugen Lucius (1834–1903), deutscher Chemiker und Unternehmer, Mitgründer der Farbwerke Hoechst
- Robert Lucius Freiherr von Ballhausen (1835–1914), preußischer Landwirtschaftsminister, Mitglied des Deutschen Reichstags

## Sonstiges
Die Sebastian-Lucius-Schule in seiner Heimatstadt Erfurt (im Stadtteil Gispersleben) wurde am 10. März 2008 nach ihm benannt.